# Râul Denei
Râul Denei este un curs de apă afluent al râului Valea Mare. 

## Hărți
- Harta Munții Apuseni
- Harta Județul Alba